# Parachelidonium werneri
Parachelidonium werneri är en skalbaggsart som beskrevs av Vives, Bentanachs, Chew Kea Foo, Bentanachs och Chew Kea Foo 2008. Parachelidonium werneri ingår i släktet Parachelidonium och familjen långhorningar. Inga underarter finns listade i Catalogue of Life.